# 苏联民航3739号班机劫机事件
苏联民航3739号班机，是苏联民航一班自伊爾庫茨克经停库尔干飞往列宁格勒的国内航班。1988年3月8日，执飞该航班的一架圖-154在从库尔干飞往列宁格勒的途中遭到想要逃离苏联的奥韦奇金一家的劫持。劫机者要求机组将飞机飞往伦敦。机械师骗劫机者说他们要在芬兰降落并加油。事实上，机组将飞机降落在了芬兰边境上的一座苏军军事基地。苏联内务部部队随即展开突袭。这起事件共造成4名人质遇难，另有5名劫机者自杀。另外两名劫机者分别被判处8年和6年有期徒刑。一名机组成员在事故后被授予红旗勋章。

## 背景
事发时，奥韦奇金一家共有13名成员：母亲妮娜和她的十二个孩子（7个儿子，4个女儿）。其中，她的一个女儿柳德米拉已经结婚并居住在另外一座城市，那个女儿没有参与劫持。在生下第十个孩子后，苏联政府授予她英雄母亲的称号。在她的丈夫于1984年去世后，她就在伊尔库茨克独自抚养她的孩子。她的儿子们在当地组建了一个叫Seven Simeons的乐队。在这个乐队的成员游历日本后，他們目睹了日本的富裕生活，例如滿大街的霓虹燈、不需要用食物卷購買超級市場裏面琳琅滿目的食物、以及最令他們印象深刻的是厠所裏面居然有花。這些都令他们决定离开苏联定居海外。不过在那个时候，对于土生土长的苏联公民，特别是开乐队的来说，移居海外几乎是不可能的。奧韋奇金一家也意識到，他們的樂隊太出名了，即便詢問當局移居海外的動作也會使他們失去表演的機會。于是他們决定通过劫机逃往国外。临行前，他们留下纸条说他们要去看亲戚，接着，他们就登上了从伊尔库茨克飞往列宁格勒的航班。

## 事件经过
爲了籌備行動用的工具，奧韋奇金一家幾乎賣掉家裏的任何東西。還把得到的錢用作購買新衣服。
奥韦奇金一家在行动前准备了两支削短型霰彈槍。为了防止遭到逮捕，他们还准备了爆炸物，如果行动失败，他们就会引爆炸弹。他们把爆炸物和枪支藏在了一把低音提琴里，由于低音提琴体积过大，安检人员无法进行扫描。为了确定安检人员可能的反应，他们还进行过预演。在预演中，奥韦奇金一家执意要把低音提琴放到客舱里，而安保人员仅仅是看了几眼就放行了。
当飞机已经飞抵沃洛格达上空，正在准备在列宁格勒降落时。一名乘务员告知了机组劫机者在纸条上写下的信息，其内容如下："飞往英国（伦敦），不要降落，不然我们会炸毁飞机" （这个纸条随后被烧毁在客舱内）。机长随后发送紧急信号并将此事告诉了沃洛格达空管。布雷维克一名乘务员告诉乘客们说，他们要在芬兰科特卡着陆。不过，地面实际上要求机组在苏联空军基地Veshchevo降落。飞航工程师先前曾对劫机者说，他们需要在芬兰加油，不然飞机飞不到伦敦。
降落前不久，其中一位劫機者德米特里看到加油車上的西里爾字母，才意识道他们依然在苏联领土上。他隨即杀害了一名空中乘务员。在飞机降落后，五名穿着防弹背心的事故反应小组成员突袭了驾驶舱。据目击者说，他们随后对着客舱无差别开火。另一个小组突击了飞机尾部。这是一名劫机者通过对讲机向机组大喊：“指挥官，让你的人别开火”交火途中，一名劫机者引爆了炸弹并死亡。爆炸造成机尾起火，不过火后来被机组扑灭了。妮娜随后命令她的孩子们向他开火。其他四名劫机者也饮弹自尽。（瓦西里，26，德米特里，24，欧列格，21，亚历山大，19）。其他六名奥韦奇金一家的成员在交火中生还。（奥尔加, 28，伊戈尔，17，塔蒂阿娜，14，米哈伊尔，13，尤金娜，10和谢尔盖，9）。
在人质中，有一名空中乘务员和三名乘客遇难。乘务员是被劫机者杀死的，乘客则是在交火中被误杀。另有大概20名乘客受伤（又说36人），其中14人重伤。

## 后续
柏林圍墻在劫機事件的兩年後倒下，沒過多久蘇聯就解體了，俄羅斯人可以自由地往任何國家旅游。但對於幸存的劫機者而言，這些都沒有區別了。
两名年龄较大的奥韦奇金家族成员，伊戈尔和奥尔佳在1988年9月6日被捕并分别被判处6年和8年有期徒刑。
奥尔佳在狱中生下了女儿拉尔萨，不过她在2003年7月8日被她的男朋友殴打致死。
伊戈爾之後變成了毒癮者，在警察局的拘留所被其他的拘留者殺死。
尤金娜變成酗酒者，之後她嘗試以被車撞死的方式自殺不果，雖存活但身體因此嚴重癱瘓。
塔蒂阿娜依然住在伊爾庫茨克附近，并且已婚。她在2020年接受俄羅斯獨立電視台有關劫機事件的采訪。
米哈伊爾長大後被邀請到巴塞羅那的爵士樂隊演奏，然後由於他深受酗酒影響被樂隊開除。因爲酒精的關係使他跌倒，導致腦損傷以及局部面癱。現在的他仍然住在巴塞羅那的醫院接受治療。在2020年接受俄羅斯獨立電視台有關劫機事件的采訪。
试图安抚劫机者，最后却遭到杀害的28岁的乘务员塔瑪拉·扎爾卡亞事后被追授紅旗勳章。遺體被安葬在伊爾庫茨克的拉季舍夫公墓。她的紀念碑在劫機事件一周年時在伊爾庫茨克建立，而在伊爾庫茨克的一條街道也以她的名字命名。

## 大衆文化
- "媽媽": 基於此劫機事件改編的電影，於1999年上映。